# Goce Sedloski
Goce Sedloski (en macedoni Гоце Седлоски) (10 d'abril de 1974) és un exjugador de futbol macedoni. Actualment, Sedloski és assistent del seleccionador nacional de Macedònia. Com a jugador, Sedloski va destacar al Dinamo de Zagreb croat i al SV Mattersburg austríac.
Sedloski té encara ara el rècord absolut de partits jugats amb la selecció de futbol de Macedònia del Nord, arribant a disputar minuts en un total de 100 partits, fita que encara ningú no ha pogut igualar.

## Futbolista

### Club
Sedloski va començar la seva carrera professional jugant al FK Pobeda el 1994, club en el qual va passar dos anys. El 1996, però, el jugador macedoni va fitxar pel HNK Hajduk Split croat, club en què passa un any i mig, essent traspassat al Sheffield Wednesday FC, en el qual suposava el seu debut a la lliga anglesa, on no va triomfar. Així, aquests primers anys de Sedloski en el futbol professional no semblaven donar massa estabilitat al jugador macedoni, que veia com havia de canviar constantment de club.
No va ser fins al 1998 en què, finalment, va assentar-se a un equip. Després de la infructuosa estada a Anglaterra, Goce Sedloski va fitxar pel Dinamo de Zagreb, tornant així a Croàcia, on ja hi havia jugat. Serà al Dinamo de Zagreb on el jugador macedoni trobarà l'estabilitat necessària, arribant a disputar 138 partits i marcant 24 gols en el període 1998-2005.
El juliol del 2004, Sedloski va marxar al Japó, firmant amb el Vegalta Sendai, on va jugar durant mitja temporada, abans de tornar al gener següent al Dinamo. El juliol del 2005, però, va marxar definitivament de Croàcia per firmar pel Diyarbakırspor Kulübü turc, on va jugar una temporada abans de fer el salt al futbol austríac, el 2006, començant la seva etapa al SV Mattersburg, on va retirar-se del futbol actiu el 2011.

### Selecció nacional
Sedloski va debutar amb la selecció de futbol de Macedònia del Nord el 1996, arribant a disputar un total de 100 partits, fet que el converteix, actualment, en el jugador macedoni que ha disputat més partits amb el convinat nacional. A més a més, va marcar 8 gols.
El 16 d'agost del 2006, Sedloski va esdevenir el primer jugador a marcar un gol en la classificació per a la Eurocopa 2008, en marcar el gol de la victòria contra Estònia en el 0-1 jugat a Tallin.